# Dialeges undulatus
Dialeges undulatus là một loài bọ cánh cứng trong họ Cerambycidae.